# 库济耶
库济耶（法語：Couziers，法語發音：[kuzje]）是法国安德尔-卢瓦尔省的一个市镇，位于该省西部，属于希农区。

## 地理
库济耶（47°9'32"N, 0°4'56"E）面积12.05 平方千米，位于法国中央-卢瓦尔河谷大区安德尔-卢瓦尔省，该省份为法国中西部省份，北起萨尔特省、东北接卢瓦-谢尔省，东南接安德尔省，南至维埃纳省，西临曼恩-卢瓦尔省。
与库济耶接壤的市镇（或旧市镇、城区）包括：丰特夫罗拉拜、康德圣马丹、莱尔内、维埃纳河畔圣日耳曼、鲁瓦费。

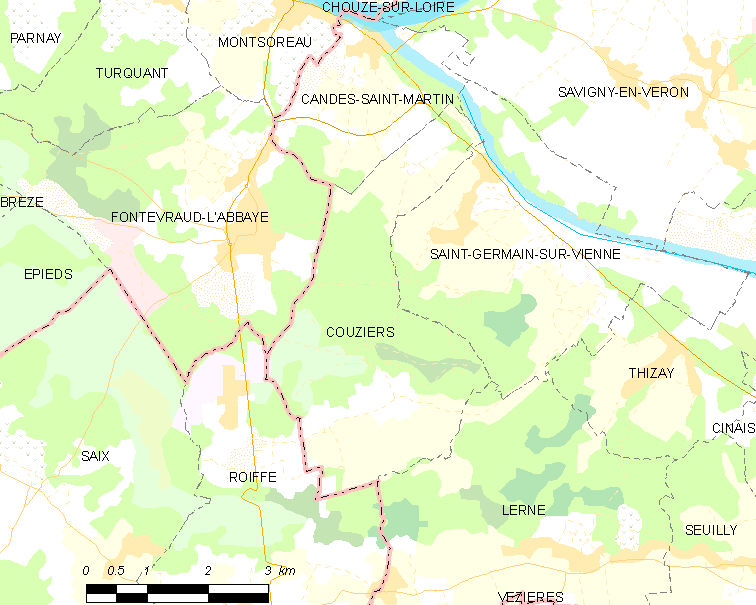
库济耶的OSM定位图

库济耶的时区为UTC+01:00、UTC+02:00（夏令时）。

## 行政
库济耶的邮政编码为37500，INSEE市镇编码为37088。

## 政治
库济耶所属的省级选区为希农县。

## 人口

1962-2008年间库济耶人口变化图示

库济耶于2022年1月1日时的人口数量为117人。